# Suvi-Anne Siimes

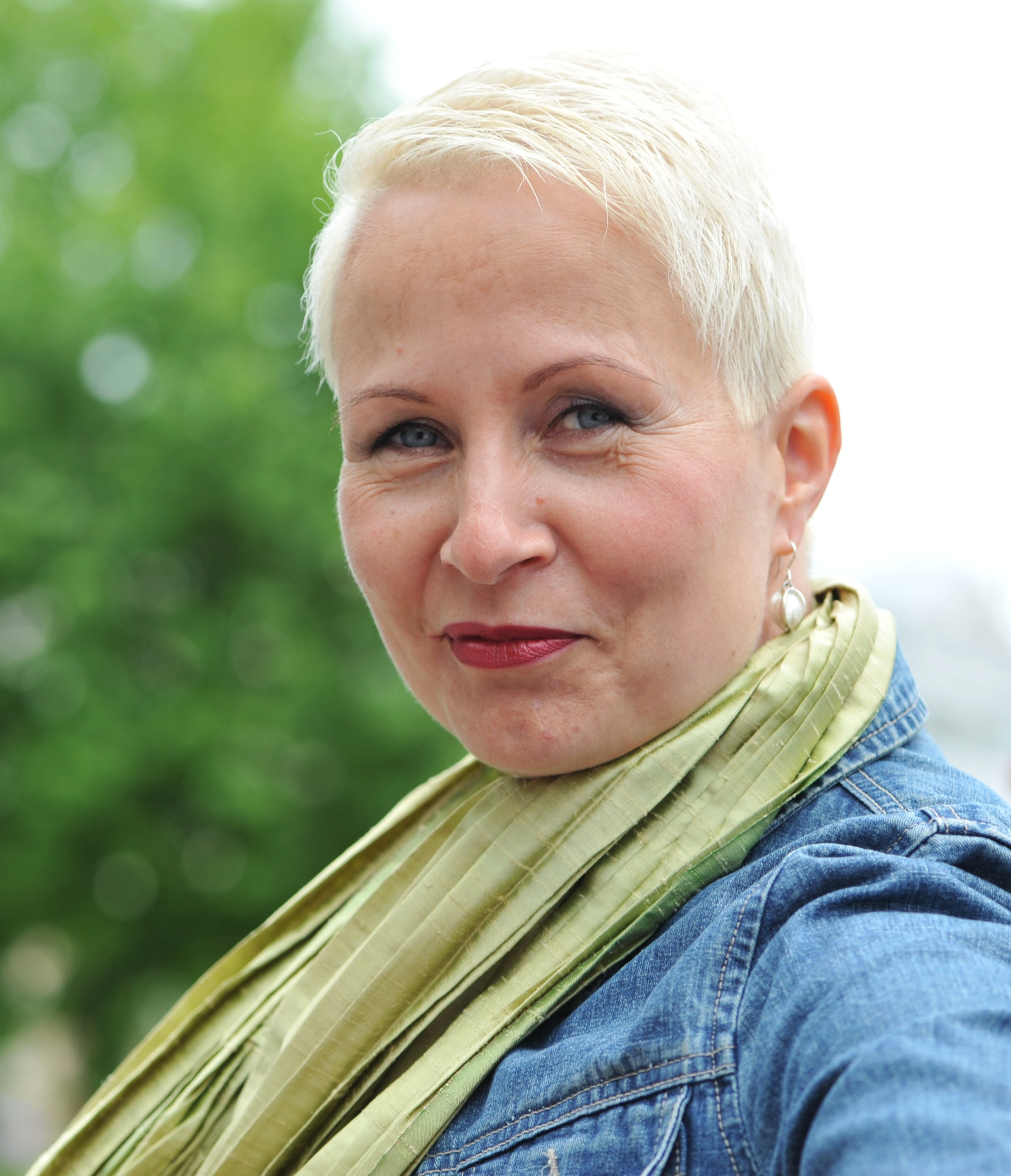
Suvi-Anne Siimes (2009)

Sini Maaria Suvi-Anne Siimes (född 1963), är en finländsk politiker (Vänsterförbundet). Siimes valdes in i riksdagen för Nylands valkrets 1999. Hon var kulturminister i Paavo Lipponens första regering (1998–1999) och andra finansminister i Lipponens andra regering (1999–2003). 1998 efterträdde hon Claes Andersson som partiledare. Siimes avgick från ordförandeposten i mars 2006 efter att enligt egen utsago ha fått nog av partiets vänsterfalang. Hon efterträddes som partiledare av Martti Korhonen. Sedan år 2007 verkar Siimes som VD för läkemedelsindustrins intresseorganisation Lääketeollisuus. Den 13 april 2011 utnämndes hon till att efterträda Esa Swanljung som VD för pensionsförsäkringsbolagens intresse- och serviceorganisation TELA. Åren 2011-2016 fungerade hon som Veikkaus styrelseordförande.

## Utmärkelser
- Kommendörstecknet av Finlands Vita Ros’ orden,  6 december 1999[2]

[Redigera Wikidata]